# Johan Kristoffersson
Johan David Kristoffersson (Arvika, 6 dicembre 1988) è un pilota automobilistico e pilota di rally svedese.
Figlio di Tommy Kristoffersson, ex pilota e proprietario della Kristoffersson Motorsport, è uno dei piloti svedesi più vincenti di sempre, essendo stato sette volte campione del mondo rallycross e due volte campione scandinavo turismo, oltre che una volta campione delle Superstars Series e tre volte campione della Porsche Carrera Cup Scandinavia. Pilota ufficiale Volkswagen, attualmente compete nella campionato del mondo rallycross.

## Carriera
Ha iniziato la sua carriera nel 2008, debuttando nel campionato junior turismo con una Volkswagen portata in pista dalla scuderia di famiglia, la Kristoffersson Motorsport. Nel corso della stagione ha ottenuto due vittorie che gli hanno permesso di classificarsi quarto assoluto. Nel 2009 viene promosso nel campionato svedese turismo, sostituendo il padre Tommy che nel frattempo si era ritirato dalle corse. Nonostante nessun punto ottenuto, si è classificato secondo nella Coppa Semcon, una coppa speciale riservata ai piloti privati. Nel 2010 la Kristoffersson Motorsport è diventata scuderia ufficiale Volkswagen, ma per questo motivo Kristoffersson non è riuscito a trovare un ingaggio per tutta la stagione. Il pilota svedese è comunque riuscito a disputare le ultime tre gare stagionali, ottenendo come miglior risultato un decimo posto al Ring Knutstorp.
Nel 2011, non essendo riuscito ancora una volta a trovare un ingaggio a tempo pieno nel campionato scandinavo turismo (nato dalla fusione tra campionato svedese turismo e campionato danese turismo), si è iscritto alla Porsche Carrera Cup Scandinavia. L'iscrizione a questo nuovo campionato gli hanno permesso di mettersi finalmente in mostra. Nel corso della stagione, infatti, il pilota svedese ha ottenuto ben 8 vittorie su 16 gare, rimanendo in lotta per il titolo per tutta la stagione e perdendolo solo nell'ultimo weekend a causa di una penalità rimediata per una falsa partenza in gara-1. Nonostante infatti la vittoria in gara-2, a causa del contemporaneo secondo posto del suo principale avversario Robin Rudholm, Kristoffersson si è dovuto accontentare del secondo posto finale. I risultati nella Porsche Carrera Cup Scandinavia gli hanno inoltre permesso di disputare la seconda parte del campionato scandinavo turismo, dove si è messo ulteriormente in luce ottenendo diversi buoni risultati, tra i quali due podi al Ring Knutstorp e a Mantorp Park.
Grazie alle ottime prestazioni ottenute nella stagione precedente, nel 2012 la Volkswagen ha scelto di affidargli un volante a tempo pieno nella sua scuderia di famiglia nel campionato scandinavo turismo. Nonostante la limitata esperienza nel campionato, Kristoffersson è ha subito ottenuto due vittorie nel weekend di apertura a Mantorp Park. A questa doppietta seguiranno altre tre vittorie e ben sei podi, che gli permetteranno di aggiudicarsi il titolo piloti alla sua prima stagione a tempo pieno. Accanto al suo impegno principale ha continuato a correre anche nella Porsche Carrera Cup Scandinavia, dominando letteralmente la stagione con 8 vittorie su dieci gare. Oltre a questi due impegni, Kristoffersson si è inoltre iscritto alle Superstars Series, dove ha corso sempre nei colori della Kristoffersson Motorsport, che in questo campionato ha corso come team ufficiale Audi. Anche nella competizione italiana, Kristoffersson ha ottenuto buonissimi risultati, aggiudicandosi ben quattro vittorie e il titolo finale. Nel complesso ha chiuso la stagione 2012 con ben tre titoli in tre diversi campionati.
Nel 2013, a seguito di un cambio di regolamento tecnico nel campionato scandinavo turismo, la Volkswagen (e di conseguenza la Kristoffersson Motorsport) ha scelto di ritirarsi dal campionato, impedendo al pilota di difendere il suo titolo. L'alleanza tra la casa tedesca e la scuderia svedese non si è tuttavia interrotta, ma è continuata nel campionato svedese rallycross. Kristoffersson è così passato per la prima volta in carriera ad un campionato su sterrato, ma non è riuscito ad aggiudicarsi il titolo. Ha invece avuto l'opportunità di difendere il suo titolo nelle Superstars Series, venendo ingaggiato dalla Petri Corse alla guida di una Porsche Panamera. A seguito di alcuni contrasti con la scuderia italiana, tuttavia, ha rescisso il suo contratto dopo appena una gara ed è invece stato nuovamente ingaggiato dalla Audi, passando al campionato italiano gran turismo. Qui ha corso con una Audi R8 con specifiche GT3 in coppia con Alex Frassinetti, ma si classifica solo undicesimo. Ha inoltre partecipato per il terzo anno consecutivo alla Porsche Carrera Cup Scandinavia, dominando ancora una volta il campionato e aggiudicandosi il suo secondo titolo consecutivo.
Nel 2014 è stato nuovamente confermato dalla Volkswagen nel campionato svedese rallycross. Anche in questa stagione, tuttavia, non è riuscito ad aggiudicarsi il titolo. Questo è stato il suo unico impegno nel corso della stagione, in quanto non è tornato né nel campionato italiano gran turismo né Porsche Carrera Cup Scandinavia.
Nel 2015 la Kristoffersson Motorsport, grazie ad un incremento del supporto della Volkswagen, si è iscritta al campionato del mondo rallycross. Ancora una volta Kristoffersson è stato scelto come primo pilota. Dopo una vittoria alla gara d'apertura, il pilota svedese ha ottenuto altri tre podi, che gli hanno permesso di classificarsi al terzo posto finale. Nello stesso anno è tornato inoltre a correre nella Porsche Carrera Cup Scandinavia, vincendo tutte le gare del campionato e aggiudicandosi il suo terzo titolo consecutivo.
Nel 2016 è stato confermato come pilota ufficiale Volkswagen nel campionato del mondo rallycross. In questa stagione ha ottenuto una vittoria, in Francia, e due podi in Canada e in Argentina. Nonostante il minor numero di podi rispetto alla stagione precedente, Kristoffersson è riuscito a migliorarsi, classificandosi secondo finale dietro al pilota ufficiale Audi Mattias Ekström. Nello stesso anno ha inoltre avuto la possibilità di tornare a correre nel campionato scandinavo turismo, venendo ingaggiato dal PWR Racing Team, scuderia ufficiale SEAT. Qui ha ottenuto buoni risultati, vincendo due gare (ad Anderstorp e al Ring Knutstop) e, nonostante una gara saltata a causa di una sovrapposizione del calendario con quello del campionato del mondo rallycross, si classifica terzo assoluto dietro ai piloti ufficiali Volvo Richard Göransson e Robert Dahlgren.
Nel 2017 viene nuovamente confermato dalla VW nel campionato del mondo rallycross. Dopo un buon inizio, con una vittoria e tre podi in cinque gare, Kristoffersson ha letteralmente dominato la seconda parte della stagione vincendo sette gare su otto. Questi risultati gli hanno permesso di aggiudicarsi il titolo finale con ben 51 punti di distacco sul secondo classificato. È stato il primo titolo mondiale vinto dal pilota svedese. Contemporaneamente ha inoltre continuato a correre anche nel campionato scandinavo turismo, questa volta nei colori della Kristoffersson Motorsport, anch'essa tornata al campionato. Qui non ha però potuto competere per la vittoria finale, in quanto è stato costretto a saltare diverse gare a causa delle sovrapposizioni del calendario con quello del campionato del mondo rallycross. Nonostante ciò ha vinto ben 6 gare sulle 12 disputate, classificandosi al quinto posto finale.
Nel 2018 è stato confermato per il quarto anno consecutivo nel campionato del mondo rallycross. Nonostante i risultati della stagione precedente fossero difficili da replicare, il pilota svedese è riuscito a spingersi anche oltre. Nel corso della stagione, infatti, è riuscito a vincere ben 11 gare sulle 12 disputate, aggiudicandosi il titolo piloti con 341 punti e ben 93 punti di vantaggio sul secondo classificato. Grazie all'assenza di sovrapposizioni nel calendario è inoltre riuscito a disputare l'intera stagione del campionato scandinavo turismo. Nonostante le sue prestazioni non siano state all'altezza di quelle della stagione precedente, è riuscito comunque a rimanere in lotta per la vittoria finale con il pilota ufficiale SEAT Robert Dahlgren e, grazie a tre vittorie nelle ultime quattro gare, è riuscito ad aggiudicarsi il titolo, vincendo così due titoli nella stessa stagione.
Nel 2019 la Volkswagen ha annunciato il ritiro dal campionato del mondo rallycross. Il costruttore tedesco ha comunque scelto di confermare Kristoffersson, nominandolo suo pilota ufficiale nella coppa del mondo turismo alla guida di una Volkswagen Golf GTI TCR, vettura che aveva già guidato nei due anni precedenti nel campionato scandinavo turismo. Contemporaneamente, inoltre, ha scelto di non difendere nemmeno il titolo nello STCC per passare, insieme alla Kristoffersson Motorsport, al campionato svedese rally alla guida di una Volkswagen Polo GTI R5. Prima dell'inizio delle competizioni, inoltre, ha partecipato alla Race of Champions in coppia con Tom Kristensen in rappresentanza dei paesi nordici, vincendo la gara. Nonostante una vettura non tra le più competitive, riesce a ottenere tre vittorie, classificandosi al quinto posto finale e imponendosi come il migliore tra i piloti Volkswagen.
Nel 2020, in seguito al ritiro della Volkswagen anche dalla coppa del mondo turismo, si è ritrovato improvvisamente senza un sedile ufficiale. Per questo motivo l'11 marzo 2020 ha annunciato l'iscrizione al campionato del mondo rallycross in forma privata con la scuderia di famiglia. Nonostante la mancanza di supporto da parte di un costruttore ufficiale, riesce comunque a ottenere ben quattro vittorie, che gli permettono di ottenere il suo terzo titolo mondiale in quattro anni davanti a Mattias Ekström e Timmy Hansen, anch'essi ex piloti ufficiali rispettivamente di Audi e Peugeot. Contemporaneamente ha preso parte ad alcuni rally con la Polo R5 della scuderia di famiglia, senza però ottenere risultati di rilievo.
Nel 2021 si laurea per la quarta volta in carriera campione del mondo di rallycross alla guida dell'Audi S1RX messa in pista dal team KYB EKS JC.

## Risultati

### Campionato svedese turismo
(legenda) (Le gare in grassetto indicano la pole position) (Gare in corsivo indicano Gpv)
| Anno | Scuderia                  | Vettura             | 1        | 2        | 3        | 4        | 5         | 6        | 7        | 8        | 9        | 10       | 11       | 12       | 13        | 14       | 15        | 16       | 17       | 18       | Pos. | Punti |
| ---- | ------------------------- | ------------------- | -------- | -------- | -------- | -------- | --------- | -------- | -------- | -------- | -------- | -------- | -------- | -------- | --------- | -------- | --------- | -------- | -------- | -------- | ---- | ----- |
| 2009 | Kristoffersson Motorsport | Audi A4             | MAN 1 10 | MAN 2 12 | KAR 1 12 | KAR 2 13 | GÖT 1 Rit | GÖT 2 NP | KNU 1 14 | KNU 2 15 | FAL 1 10 | FAL 2 10 | KAR 1 11 | KAR 2 11 | VAL 1 Rit | VAL 2 16 | KNU 1 Rit | KNU 2 10 | MAN 1 12 | MAN 2 10 | 18º  | 0     |
| 2010 | Team Biogas.se            | Volkswagen Scirocco | JYL 1    | JYL 2    | KNU 1    | KNU 2    | KAR 1     | KAR 2    | GÖT 1    | GÖT 2    | FAL 1    | FAL 2    | KAR 1    | KAR 2    | JYL 1 15  | JYL 2 15 | KNU 1 10  | KNU 2 13 | MAN 1 15 | MAN 2 11 | 15º  | 3     |

### Campionato scandinavo turismo
(legenda) (Le gare in grassetto indicano la pole position) (Gare in corsivo indicano Gpv)
| Anno | Scuderia                       | Vettura                 | 1       | 2       | 3       | 4         | 5       | 6        | 7       | 8       | 9         | 10        | 11      | 12      | 13        | 14        | 15       | 16      | 17      | 18      | 19    | 20    | 21    | Pos. | Punti |
| ---- | ------------------------------ | ----------------------- | ------- | ------- | ------- | --------- | ------- | -------- | ------- | ------- | --------- | --------- | ------- | ------- | --------- | --------- | -------- | ------- | ------- | ------- | ----- | ----- | ----- | ---- | ----- |
| 2011 | Biogas.se                      | Volkswagen Scirocco     | JYL 1   | JYL 2   | KNU 1   | KNU 2     | MAN 1   | MAN 2    | GÖT 1   | GÖT 2   | FAL 1 Rit | FAL 2 Rit | KAR 1 4 | KAR 2 7 | JYL 1 4   | JYL 2 4   | KNU 1 5  | KNU 2 3 | MAN 1 3 | MAN 2 9 |       |       |       | 10º  | 84    |
| 2012 | Volkswagen Team Biogas         | Volkswagen Scirocco     | MAN 1   | MAN 2 1 | KNU 1 2 | KNU 2 3   | STU 1 6 | STU 2    | MAN 1   | MAN 2 4 | ÖST 1 2   | ÖST 2 6   | JYL 1 3 | JYL 2 3 | KNU 1 4   | KNU 2 Rit | SOL 1    | SOL 2 1 |         |         |       |       |       | 1º   | 264   |
| 2016 | PWR Racing - SEAT Dealer Team  | SEAT León STCC          | SKÖ 1 4 | SKÖ 2 5 | MAN 1 3 | MAN 2 Ret | AND 1   | AND 2 3  | FAL 1 2 | FAL 2 5 | KAR 1 NP  | KAR 2 NP  | SOL 1   | SOL 2   | KNU 1     | KNU 2 6   |          |         |         |         |       |       |       | 3º   | 243   |
| 2017 | Volkswagen Dealer Team Sweden  | Volkswagen Golf GTI TCR | KNU 1   | KNU 2   | KNU 3   | ALA 1     | ALA 2 1 | ALA 3 1  | SOL 1   | SOL 2 1 | SOL 3 2   | FAL 1 2   | FAL 2 4 | FAL 3 1 | KAR 1 Rit | KAR 2 NP  | KAR 3 NP | AND 1   | AND 2   | AND 3   | MAN 1 | MAN 2 | MAN 3 | 4º   | 217   |
| 2018 | Volkswagen Dealer Team BAUHAUS | Volkswagen Golf GTI TCR | KNU 1 4 | KNU 2 3 | AND 1 5 | AND 2 5   | FAL 1 2 | FAL 2 16 | KAR 1 3 | KAR 2 3 | RUD 1     | RUD 2 1   | MAN 1   | MAN 2 5 |           |           |          |         |         |         |       |       |       | 1º   | 195   |

### Porsche Carrera Cup Scandinavia
(legenda) (Le gare in grassetto indicano la pole position) (Gare in corsivo indicano Gpv)
| Anno | Scuderia                  | Vettura             | 1     | 2       | 3     | 4       | 5       | 6       | 7       | 8       | 9       | 10      | 11    | 12      | 13      | 14       | 15      | 16      | Pos. | Punti |
| ---- | ------------------------- | ------------------- | ----- | ------- | ----- | ------- | ------- | ------- | ------- | ------- | ------- | ------- | ----- | ------- | ------- | -------- | ------- | ------- | ---- | ----- |
| 2011 | Kristoffersson Motorsport | Porsche 911 GT3 Cup | JYL 1 | JYL 2 3 | KNU 1 | KNU 2   | MAN 1 2 | MAN 2 3 | GÖT 1   | GÖT 2 1 | NÜR 1   | KAR 1 4 | KAR 2 | KNU 3 1 | KNU 4 1 | MAN 3 10 | MAN 4 1 |         | 2º   | 402   |
| 2012 | Kristoffersson Motorsport | Porsche 911 GT3 Cup | MAN 1 | KNU 1   | STU 1 | MAN 2   | ÖST 1   | ÖST 2 1 | KNU 2 1 | KNU 3 1 | SOL 1 9 | SOL 2 1 |       |         |         |          |         |         | 1º   | 279   |
| 2013 | Kristoffersson Motorsport | Porsche 911 GT3 Cup | KNU 1 | KNU 2   | SOL 1 | SOL 2 1 | GÖT 1   | GÖT 2 1 | FAL 1 4 | FAL 2 1 | ÖST 1   | ÖST 2 1 | KAR 1 | KAR 2 1 | TIE 1   | TIE 2 1  | MAN 1 9 | MAN 2 1 | 1º   | 330   |
| 2015 | Kristoffersson Motorsport | Porsche 911 GT3 Cup | SKÖ 1 | SKÖ 2 1 | AND 1 | AND 2 1 | MAN 1   | MAN 2 1 | FAL 1   | FAL 2 1 | KAR 1   | KAR 2 1 | SOL 1 | KNU 1   | KNU 2 1 |          |         |         | 1º   | 340   |

### Superstars Series
(legenda) (Le gare in grassetto indicano la pole position) (Gare in corsivo indicano Gpv)
| Anno | Scuderia       | Vettura            | 1        | 2         | 3     | 4       | 5       | 6     | 7       | 8       | 9       | 10        | 11      | 12        | 13    | 14      | 15      | 16        | Pos. | Punti |
| ---- | -------------- | ------------------ | -------- | --------- | ----- | ------- | ------- | ----- | ------- | ------- | ------- | --------- | ------- | --------- | ----- | ------- | ------- | --------- | ---- | ----- |
| 2012 | Audi Sport KMS | Audi RS5           | MNZ 1 5  | MNZ 2 Rit | IMO 1 | IMO 2 1 | DON 1 2 | DON 2 | MUG 1 4 | MUG 2 7 | HUN 1 5 | HUN 2 Ret | SPA 1 2 | SPA 2 Rit | VAL 1 | VAL 2 1 | PER 1 5 | PER 2 Rit | 1º   | 185   |
| 2013 | Petri Corse    | Porsche Panamera S | MNZ 1 NP | MNZ 2 NP  | BRN 1 | BRN 2   | SVK 1   | SVK 2 | ZOL 1   | ZOL 2   | ALG 1   | ALG 2     | DON 1   | DON 2     | IMO 1 | IMO 2   | VAL 1   | VAL 2     | NC   | 0     |

### Campionato italiano gran turismo
(legenda) (Le gare in grassetto indicano la pole position) (Gare in corsivo indicano Gpv)
| Anno | Scuderia          | Vettura           | 1       | 2       | 3       | 4       | 5     | 6     | 7       | 8       | 9       | 10       | 11      | 12      | 13      | 14      | Pos. | Punti |
| ---- | ----------------- | ----------------- | ------- | ------- | ------- | ------- | ----- | ----- | ------- | ------- | ------- | -------- | ------- | ------- | ------- | ------- | ---- | ----- |
| 2013 | Audi Sport Italia | Audi R8 LMS ultra | MIS 1 6 | MIS 2 7 | RBR 1 5 | RBR 2 3 | MUG 1 | MUG 2 | IMO 1 5 | IMO 2 3 | IMO 3 7 | IMO 4 NP | VAL 1 2 | VAL 2 3 | MNZ 1 5 | MNZ 2 1 | 11º  | 105   |

### Campionato europeo rallycross
(legenda) (Le gare in grassetto indicano la pole position) (Gare in corsivo indicano Gpv)
| Anno | Scuderia                   | Vettura             | 1   | 2   | 3      | 4     | 5     | 6      | 7   | 8   | 9   | Pos. | Points |
| ---- | -------------------------- | ------------------- | --- | --- | ------ | ----- | ----- | ------ | --- | --- | --- | ---- | ------ |
| 2013 | Volkswagen Dealer Team KMS | Volkswagen Scirocco | GBR | POR | UNG    | FIN   | NOR   | SVE 10 | FRA | AUT | GER | 28º  | 11     |
| 2014 | Volkswagen Dealer Team KMS | Volkswagen Polo     | GBR | NOR | BEL SQ | GER 3 | ITA 1 |        |     |     |     | 8º   | 30     |

### Campionato del mondo rallycross
| 2014 | Scuderia                   | Vettura         |  |  |  |  |    |    |  |  |   |   |  |  | Punti | Pos. |
| ---- | -------------------------- | --------------- |  |  |  |  | -- | -- |  |  | - | - |  |  | ----- | ---- |
| 2014 | Volkswagen Dealer Team KMS | Volkswagen Polo |  |  |  |  | 20 | SQ |  |  | 8 | 5 |  |  | 33    | 15º  |

| 2015 | Scuderia               | Vettura         |   |   |   |   |   |   |    |    |   |   |   |   |    | Punti | Pos. |
| ---- | ---------------------- | --------------- | - | - | - | - | - | - | -- | -- | - | - | - | - | -- | ----- | ---- |
| 2015 | Volkswagen Team Sweden | Volkswagen Polo | 6 | 8 | 7 | 3 | 4 | 7 | 11 | 10 | 4 | 2 | 3 | 2 | 13 | 234   | 3º   |

| 2016 | Scuderia             | Vettura         |   |   |   |    |   |   |   |   |   |   |   |   | Punti | Pos. |
| ---- | -------------------- | --------------- | - | - | - | -- | - | - | - | - | - | - | - | - | ----- | ---- |
| 2016 | Volkswagen RX Sweden | Volkswagen Polo | 6 | 7 | 6 | 12 | 7 | 5 | 3 | 1 | 6 | 5 | 6 | 2 | 240   | 2º   |

| 2017 | Scuderia               | Vettura             |   |   |   |   |   |   |   |   |   |   |   |   | Punti | Pos. |
| ---- | ---------------------- | ------------------- | - | - | - | - | - | - | - | - | - | - | - | - | ----- | ---- |
| 2017 | PSRX Volkswagen Sweden | Volkswagen Polo GTI | 6 | 3 | 2 | 1 | 2 | 1 | 1 | 1 | 1 | 1 | 7 | 1 | 316   | 1º   |

| 2018 | Scuderia               | Vettura           |   |   |   |   |   |   |   |   |   |   |   |   | Punti | Pos. |
| ---- | ---------------------- | ----------------- | - | - | - | - | - | - | - | - | - | - | - | - | ----- | ---- |
| 2018 | PSRX Volkswagen Sweden | Volkswagen Polo R | 1 | 1 | 5 | 1 | 1 | 1 | 1 | 1 | 1 | 1 | 1 | 1 | 341   | 1º   |

| 2020 | Scuderia                  | Vettura                |   |   |   |   |   |   |   |   |  |  |  |  | Punti | Pos. |
| ---- | ------------------------- | ---------------------- | - | - | - | - | - | - | - | - |  |  |  |  | ----- | ---- |
| 2020 | Kristoffersson Motorsport | Volkswagen Polo GTI RX | 1 | 3 | 1 | 4 | 1 | 2 | 2 | 1 |  |  |  |  | 219   | 1º   |

| 2021 | Scuderia   | Vettura |   |   |   |   |   |   |   |   |   |  |  |  | Punti | Pos. |
| ---- | ---------- | ------- | - | - | - | - | - | - | - | - | - |  |  |  | ----- | ---- |
| 2021 | KYB EKS JC | Audi S1 | 3 | 7 | 7 | 5 | 1 | 1 | 6 | 1 | 3 |  |  |  | 217   | 1º   |

| 2022 | Scuderia                  | Vettura         |  |   |   |   |   |   |   |   |   |   |   | Punti | Pos. |    |
| ---- | ------------------------- | --------------- |  | - | - | - | - | - | - | - | - | - | - | ----- | ---- | -- |
| 2022 | Kristoffersson Motorsport | Volkswagen RX1e |  | 1 | 1 | 1 | 1 | 5 | 1 | 1 | 5 | 1 | 1 |       | 182  | 1º |

| 2023 | Scuderia                      | Vettura                   |   |   |   |   |   |   |   |  |  |  |  |  | Punti | Pos. |    |
| ---- | ----------------------------- | ------------------------- | - | - | - | - | - | - | - |  |  |  |  |  | ----- | ---- | -- |
| 2023 | Volkswagen Dealerteam BAUHAUS | Volkswagen RX1e Zeroid X1 | 1 | 1 | 1 | 1 | 3 | 6 | 1 |  |  |  |  |  |       | 141  | 1º |

| KMS - HORSE Powertrain | Volkswagen Polo KMS 601 RX | 1 | 1 | 5 | 1 | 4 | 1 | 1 | 2 |  |  |  |  |  |  |  |  | 206 |  |

| Legenda | 1º posto | 2º posto | 3º posto | A punti | Senza punti | Ritirato | Squalificato | NP=Non partito C=Gara cancellata |

### Campionato del mondo rally
| 2016 | Scuderia                  | Vettura           |  |    |  |  |  |  |  |  |  |  |  |  |  |  | Punti | Pos. |
| ---- | ------------------------- | ----------------- |  | -- |  |  |  |  |  |  |  |  |  |  |  |  | ----- | ---- |
| 2016 | Kristoffersson Motorsport | Škoda Fabia S2000 |  | 21 |  |  |  |  |  |  |  |  |  |  |  |  | 0     |      |

| 2018 | Scuderia | Vettura        |  |    |  |  |  |  |  |  |  |  |  |  |  |  | Punti | Pos. |
| ---- | -------- | -------------- |  | -- |  |  |  |  |  |  |  |  |  |  |  |  | ----- | ---- |
| 2018 |          | Škoda Fabia R5 |  | 17 |  |  |  |  |  |  |  |  |  |  |  |  | 0     |      |

| 2019 | Scuderia | Vettura                |  |    |  |  |  |  |  |  |    |  |  |  |  |  | Punti | Pos. |
| ---- | -------- | ---------------------- |  | -- |  |  |  |  |  |  | -- |  |  |  |  |  | ----- | ---- |
| 2019 |          | Volkswagen Polo GTI R5 |  | 13 |  |  |  |  |  |  | 12 |  |  |  |  |  | 0     |      |

| 2020 | Scuderia                  | Vettura                |  |    |  |  |  |  |  |  |  |  |  |  |  |  | Punti | Pos. |
| ---- | ------------------------- | ---------------------- |  | -- |  |  |  |  |  |  |  |  |  |  |  |  | ----- | ---- |
| 2020 | Kristoffersson Motorsport | Volkswagen Polo GTI R5 |  | 14 |  |  |  |  |  |  |  |  |  |  |  |  | 0     |      |

| 2021 | Scuderia                  | Vettura                |  |    |  |  |  |  |  |  |  |  |  |  |  |  | Punti | Pos. |
| ---- | ------------------------- | ---------------------- |  | -- |  |  |  |  |  |  |  |  |  |  |  |  | ----- | ---- |
| 2021 | Kristoffersson Motorsport | Volkswagen Polo GTI R5 |  | 27 |  |  |  |  |  |  |  |  |  |  |  |  | 0     |      |

#### WRC-2
| 2019 | Scuderia | Vettura                |  |   |  |  |  |  |  |  |   |  |  |  |  |  | Punti | Pos. |
| ---- | -------- | ---------------------- |  | - |  |  |  |  |  |  | - |  |  |  |  |  | ----- | ---- |
| 2019 |          | Volkswagen Polo GTI R5 |  | 3 |  |  |  |  |  |  | 3 |  |  |  |  |  | 30    | 14º  |

#### WRC-3
| 2020 | Scuderia                  | Vettura                |  |   |  |  |  |  |  |  |  |  |  |  |  |  | Punti | Pos. |
| ---- | ------------------------- | ---------------------- |  | - |  |  |  |  |  |  |  |  |  |  |  |  | ----- | ---- |
| 2020 | Kristoffersson Motorsport | Volkswagen Polo GTI R5 |  | 3 |  |  |  |  |  |  |  |  |  |  |  |  | 15    | 12º  |

| 2021 | Scuderia                  | Vettura                |  |    |  |  |  |  |  |  |  |  |  |  |  |  | Punti | Pos. |
| ---- | ------------------------- | ---------------------- |  | -- |  |  |  |  |  |  |  |  |  |  |  |  | ----- | ---- |
| 2021 | Kristoffersson Motorsport | Volkswagen Polo GTI R5 |  | 10 |  |  |  |  |  |  |  |  |  |  |  |  | 5     | 50º  |

### Campionato svedese rally
(legenda) (Le gare in grassetto indicano la pole position) (Gare in corsivo indicano Gpv)
| Anno | Scuderia                       | Vettura                | 1     | 2       | 3     | 4      | 5     | 6     | Pos. | Punti |
| ---- | ------------------------------ | ---------------------- | ----- | ------- | ----- | ------ | ----- | ----- | ---- | ----- |
| 2019 | Volkswagen Dealer Team BAUHAUS | Volkswagen Polo GTI R5 | MBR 1 | RSM Rit | GÄS 1 | KOL 55 | RSO 2 | BLE 2 | 2º   | 89    |

### Coppa del mondo turismo
(legenda) (Le gare in grassetto indicano la pole position) (Gare in corsivo indicano Gpv)
| Anno | Scuderia       | Vettura                 | 1         | 2        | 3        | 4       | 5         | 6        | 7        | 8        | 9        | 10      | 11      | 12      | 13       | 14      | 15        | 16      | 17       | 18       | 19      | 20       | 21       | 22      | 23      | 24      | 25       | 26      | 27      | 28      | 29      | 30      | Pos. | Punti |
| ---- | -------------- | ----------------------- | --------- | -------- | -------- | ------- | --------- | -------- | -------- | -------- | -------- | ------- | ------- | ------- | -------- | ------- | --------- | ------- | -------- | -------- | ------- | -------- | -------- | ------- | ------- | ------- | -------- | ------- | ------- | ------- | ------- | ------- | ---- | ----- |
| 2019 | SLR Volkswagen | Volkswagen Golf GTI TCR | MAR 1 Rit | MAR 2 17 | MAR 3 17 | UNG 1 8 | UNG 2 Rit | UNG 3 22 | SVC 1 20 | SVC 2 15 | SVC 3 18 | OLA 1 4 | OLA 2 3 | OLA 3 7 | GER 1 10 | GER 2 1 | GER 3 Rit | POR 1 7 | POR 2 14 | POR 3 11 | CIN 1 8 | CIN 2 12 | CIN 3 10 | GPN 1 5 | GPN 2 7 | GPN 3 1 | MAC 1 10 | MAC 2 5 | MAC 3 4 | MAL 1 8 | MAL 2 3 | MAL 3 1 | 11º  | 211   |